# Vandenboschia collariata
Vandenboschia collariata là một loài thực vật có mạch trong họ Hymenophyllaceae. Loài này được (Bosch) Ebihara & K. Iwats. mô tả khoa học đầu tiên năm 2006.